# 甕襲
甕襲（みかそ、生没年不詳）は、『日本書紀』に伝わる古代日本の人物。

## 記録
甕襲は、『日本書紀』垂仁天皇87年2月5日条に昔話の形で記された説話において、丹波の桑田村（京都府亀岡市保津町・篠町一帯）の里人として記載された人物である。
同条によると、昔、丹波の桑田村に「甕襲」という名の人物があった。甕襲の家には「足往（あゆき）」という名の犬があったが、この犬が「牟士那（むじな）」という名の山獣を食い殺した。すると、獣の腹から八尺瓊の勾玉が出てきたので、甕襲はこれを朝廷に献上した。そして、その勾玉は石上神宮（奈良県天理市）にあるとする。

## 考証
説話に登場する「八尺瓊の勾玉」は、「八尺」という長さで単に大きいことを表した普通名詞であり、三種の神器の1つとして知られる八尺瓊勾玉（八坂瓊曲玉）とは一般に別のものとされる。その理由として、上記説話に登場する獣（ムジナ（狢）か）は特異性の無い動物で、勾玉に神性を与える存在ではなく、石上神宮に納められた経緯も物珍しさのためとされる。ただし一部には、この勾玉が三種の神器になったという説も存在する。
また、「牟士那」はヤマト王権に敵対する首長を指すと見る説もある。その中で、勾玉の献上はレガリア（首長の政治的権力の象徴品）の献上を意味するとして、上記説話は丹波桑田の首長がヤマト王権へ服属したことを表すと指摘される。
そのほか、珍しく犬に関する伝承が載せられていることから、この伝承を特に屯倉警護にあたった犬養部の伝承とする説がある。この説では、丹波国に設置された「蘇斯岐屯倉（そしきのみやけ）」が式内社の三宅神社（亀岡市三宅町）付近に推定されることや、亀岡市曽我部町犬飼という市内の地名が根拠として指摘される。